# Marian Spoida

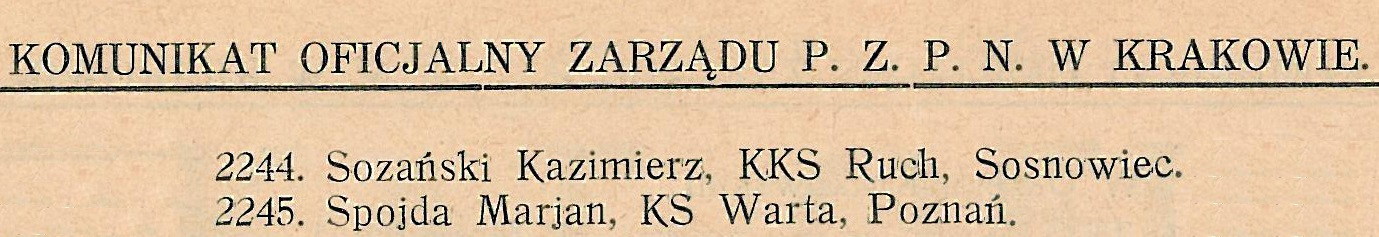
Komunikat Oficjalny Polskiego Związku Piłki Nożnej w Krakowie z 1926

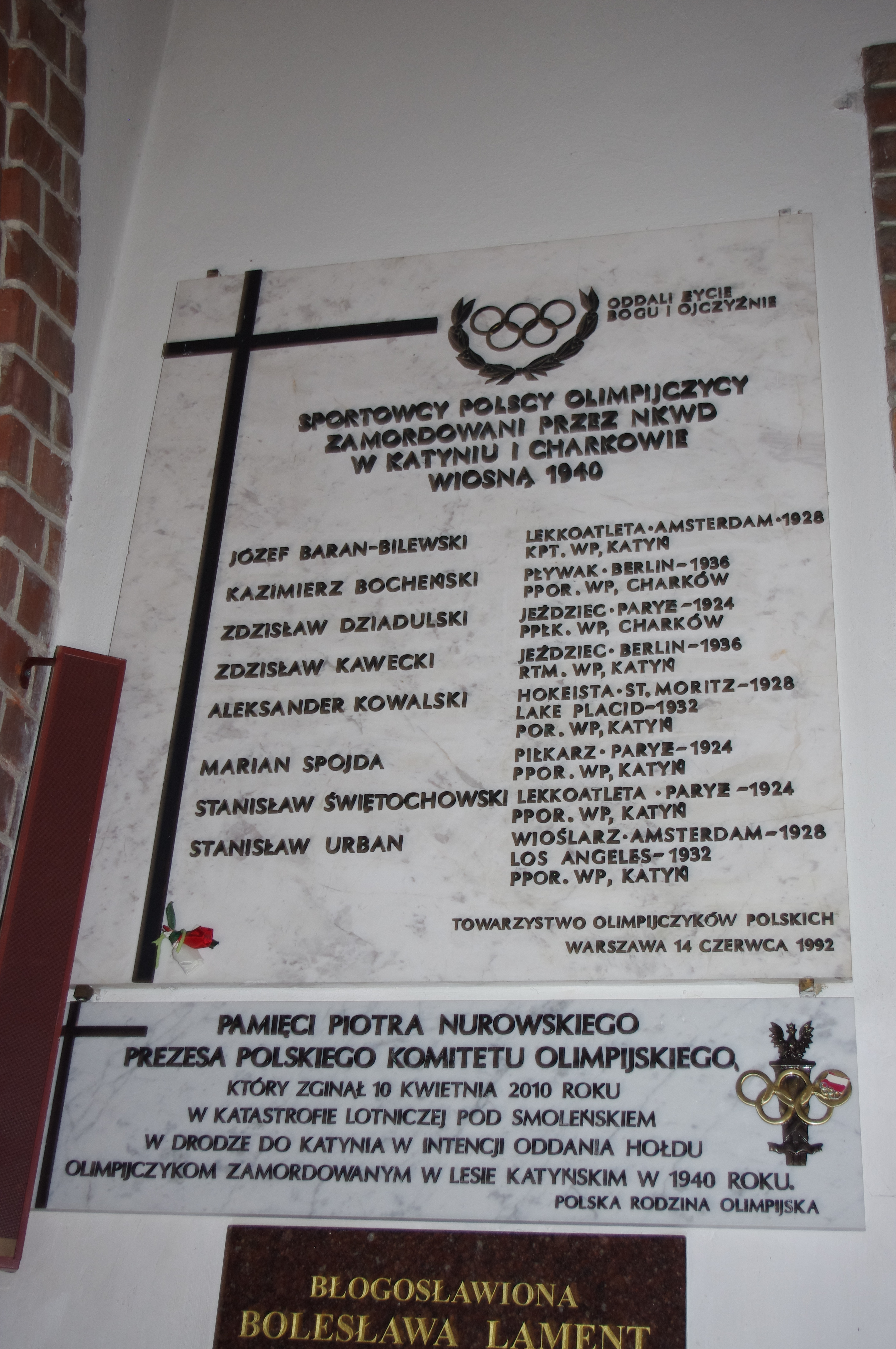
Tablica upamiętniająca polskich olimpijczyków pomordowanych przez NKWD w bazylice katedralnej św. Michała i św. Floriana w Warszawie

Marian Spoida (ur. 4 stycznia 1901 w Poznaniu, zm. 15 kwietnia 1940 w Katyniu) – polski piłkarz (pomocnik) i trener piłkarski. Długoletni zawodnik poznańskiej Warty. Olimpijczyk 1924.

## Brzmienie nazwiska
W niemieckiej metryce urodzenia zapisano jego nazwisko w brzmieniu Spoida. W polskich dokumentach i źródłach widnieje nazwisko Spojda. Brak dokumentów poświadczających sądową zmianę pierwotnej pisowni Spoida. W niektórych opracowaniach pojawia się stwierdzenie jakoby formy Spojda nikt nie usankcjonował. Tymczasem warto zwrócić uwagę na publikację w Monitorze Polskim, w której zapisano, iż na wniosek prezesa Rady Ministrów, płk. dyplom. Walerego Sławka, zarządzeniem nr 64 z 19 marca 1931 roku nadano odznaczenia państwowe osobom, które zasłużyły się na polu rozwoju wychowania fizycznego i sportu oraz na polu rozwoju sportu. Wśród odznaczonych Srebrnym Krzyżem Zasługi znalazł się Marian Spojda (pisany przez jot) - urzędnik w Poznaniu. Rok wcześniej w decyzji Polskiego Związku Piłki Nożnej, zatwierdzającej przyznanie odznak honorowych dla piłkarzy polskich za udział w grach międzypaństwowych i międzymiastowych, wymieniono Spojdę. W takim też brzmieniu widnieje jego nazwisko w Komunikacie Oficjalnym Zarządu Polskiego Związku Piłki Nożnej w Krakowie z 1926 (załączony skan dokumentu) oraz w innych międzywojennych publikacjach. W spisie członków KS Warta z 1928 jest wymieniony jako Spojda. W aktach personalnych nr 1686 Centralnego Archiwum Wojskowego w Warszawie figuruje jako Spojda. Wszystkie dokumenty wojskowe zgromadzone w tych aktach wystawione są na nazwisko Spojda.

## Życiorys
Marian Spoida urodził się 4 stycznia 1901 w Poznaniu, w rodzinie Piotra i Jadwigi z Przybylskich.
Spoida pracował jako urzędnik bankowy. Uczestniczył w powstaniu wielkopolskim i wojnie polsko-bolszewickiej. Absolwent Szkoły Podchorążych Piechoty w Warszawie i Szkoły Podchorążych Wojsk Łączności w Zegrzu. Zweryfikowany w stopniu podporucznika ze starszeństwem z 1 czerwca 1921 w korpusie oficerów rezerwy łączności (jako Spojda). W 1934 roku posiadał przydział mobilizacyjny do 6 Batalionu Telegraficznego w Jarosławiu (jako Spojda).
Rozpoczynał grać w piłkę w poznańskiej drużynie Chelsea, później był piłkarzem Posnanii (1915–1916) oraz poznańskiej Warty (1916–1929). Z klubem tym brał udział w finałach mistrzostw Polski, a w 1929 został mistrzem kraju. W reprezentacji zadebiutował 3 września 1922 w meczu z Rumunią, ostatni raz zagrał w 1928. Brał udział w igrzyskach olimpijskich w Paryżu. Łącznie w biało-czerwonych barwach rozegrał 14 oficjalnych spotkań (jeden mecz z jego udziałem uznano w 1997 za nieoficjalny). Występował na pozycji lewego, a później środkowego pomocnika. Mistrz Polski 1929 oraz wicemistrz 1922, 1925 i 1928.
Po zakończeniu kariery piłkarskiej został trenerem. Krótko prowadził kluby w rodzinnym mieście Legię Poznań (1930) i Wartę (1931–1932). Po ukończeniu kursu trenerskiego zatrudniony z dniem 1 maja 1932 jako trener objazdowy PZPN, gdzie pracował m.in. jako asystent selekcjonera Józefa Kałuży (1934–1939). Pełnił funkcję asystenta selekcjonera podczas finałów mistrzostw świata, rozgrywanych w 1938 r. we Francji. W jednym meczu – przegranym 1:2 z Łotwą – samodzielnie poprowadził kadrę (25 września 1938 w Rydze). Spotkanie z Łotyszami było jednym z dwóch meczów polskiej reprezentacji rozgrywanych tego dnia (25 września 1938). W drugim drużyna prowadzona przez Kałużę zremisowała z Jugosławią.
Jako podporucznik rezerwy 3 pułku lotniczego uczestniczył w kampanii wrześniowej i dostał się do radzieckiej niewoli. Został rozstrzelany przez NKWD w Lesie Katyńskim. W trakcie prac ekshumacyjnych prowadzonych w 1943 roku przez Niemców przy jego zwłokach (nr 3624) znaleziono dowód osobisty oraz legitymację KS Warta.
5 października 2007 minister obrony Aleksander Szczygło mianował go pośmiertnie do stopnia porucznika. Awans został ogłoszony 9 listopada 2007 w Warszawie, w trakcie uroczystości „Katyń Pamiętamy – Uczcijmy Pamięć Bohaterów”.

## Mecze w reprezentacji Polski
| Lp. | Data                | Miejsce            | Miejsce    | Gospodarz  | Wynik | Gość       | Rodzaj rozgrywek | Źródło |
| Lp. | Data                | Stadion            | Miasto     | Gospodarz  | Wynik | Gość       | Rodzaj rozgrywek | Źródło |
| --- | ------------------- | ------------------ | ---------- | ---------- | ----- | ---------- | ---------------- | ------ |
| 1.  | 3 września 1922     | Maccabi            | Czerniowce | Rumunia    | 1:1   | Polska     | towarzyski       | [ 9 ]  |
| 2.  | 1 października 1922 | HASK               | Zagrzeb    | Jugosławia | 1:3   | Polska     | towarzyski       | [ 10 ] |
| 3.  | 3 czerwca 1923      | Cracovii           | Kraków     | Polska     | 1:2   | Jugosławia | towarzyski       | [ 11 ] |
| 4.  | 23 września 1923    | Töölön Pallokenttä | Helsinki   | Finlandia  | 5:3   | Polska     | towarzyski       | [ 12 ] |
| 5.  | 25 września 1923    | Kalevi             | Tallinn    | Estonia    | 1:4   | Polska     | towarzyski       | [ 13 ] |
| 6.  | 18 maja 1924        | Olimpijski         | Sztokholm  | Szwecja    | 5:1   | Polska     | towarzyski       | [ 14 ] |
| 7.  | 26 maja 1924        | Bergeyre           | Paryż      | Węgry      | 5:0   | Polska     | IO               | [ 15 ] |
| 8.  | 26 czerwca 1924     | MOSiR              | Łódź       | Polska     | 2:0   | Turcja     | towarzyski       | [ 16 ] |
| 9.  | 10 sierpnia 1924    | Agrykola           | Warszawa   | Polska     | 1:0   | Finlandia  | towarzyski       | [ 17 ] |
| 10. | 31 sierpnia 1924    | Üllői út           | Budapeszt  | Węgry      | 4:0   | Polska     | towarzyski       | [ 18 ] |
| 11. | 30 sierpnia 1925    | Töölön Pallokenttä | Helsinki   | Finlandia  | 2:2   | Polska     | towarzyski       | [ 19 ] |
| 12. | 2 września 1925     | Kalevi             | Tallinn    | Estonia    | 0:0   | Polska     | towarzyski       | [ 20 ] |
| 13. | 20 sierpnia 1926    | Hungária körúti    | Budapeszt  | Węgry      | 4:1   | Polska     | towarzyski       | [ 21 ] |
| 14. | 1 lipca 1928        | 1.FC Katowice      | Katowice   | Polska     | 2:1   | Szwecja    | towarzyski       | [ 22 ] |

## Ordery i odznaczenia
- Srebrny Krzyż Zasługi (19 marca 1931)[23]